# Stylops duboisi
Stylops duboisi är en insektsart som beskrevs av Richard Mitchell Bohart 1937. Stylops duboisi ingår i släktet Stylops och familjen stekelvridvingar. Inga underarter finns listade i Catalogue of Life.